# Накадули
Накадули (груз. ნაკადული) — село в Грузии, на территории Чохатаурского муниципалитета края (мхаре) Гурия.

## География
Село находится в западной части Грузии, к югу от реки Хевисцкали, на расстоянии приблизительно 5 километров (по прямой) к востоко-северо-востоку от посёлка городского типа Чохатаури, административного центра муниципалитета. Абсолютная высота — 296 метров над уровнем моря.

## Население
По результатам официальной переписи населения 2014 года, в Накадули проживало 149 человек (75 мужчин и 74 женщины). В национальной структуре населения грузины составляли 100 %.
| Год  | Население, человек |
| ---- | ------------------ |
| 2002 | 215                |
| 2014 | ↘ 149              |